# Auxance
Die Auxance ist ein Fluss in Frankreich, der in der Region Nouvelle-Aquitaine verläuft. Sie entspringt am Terrier du Saint-Martin-du-Fouilloux, einem markanten Hügel im Gebiet der gleichnamigen Gemeinde Saint-Martin-du-Fouilloux. Die Auxance entwässert generell in östlicher Richtung und mündet nach rund 62 Kilometern knapp nördlich von Poitiers, im Gemeindegebiet von Chasseneuil-du-Poitou, als linker Nebenfluss in den Clain. Auf ihrem Weg durchquert sie die Départements Deux-Sèvres und Vienne.

## Orte am Fluss
- Saint-Martin-du-Fouilloux
- Latillé
- Chiré-en-Montreuil
- Vouillé
- Quinçay
- Migné-Auxances